# La Maison sur la colline (film)
Pour les articles homonymes, voir La Maison sur la colline.
Pour plus de détails, voir Fiche technique et Distribution.

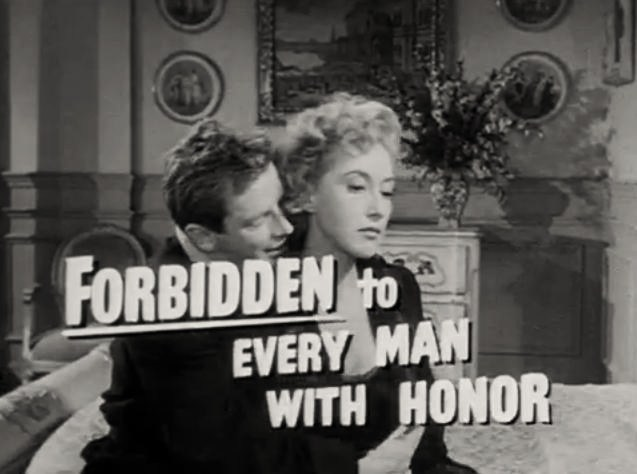
Richard Basehart et Fay Baker dans la bande annonce du film.

La Maison sur la colline (The House on Telegraph Hill) est un film noir américain de Robert Wise, sorti en 1951.
Le film suit Victoria Kowelska qui assure l'éducation de Prenant avec l'identité de sa meilleure amie décédée. Très vite, elle soupçonne son compagnon de vouloir l'éliminer. Celui-ci boit le poison qu'il lui destinait. Accusée de meurtre, Victoria doit prouver son innocence.

## Synopsis
Viktoria Kowalska, une Polonaise qui a perdu sa maison et son mari lors de l'occupation allemande de la Pologne, est emprisonnée dans le camp de concentration de Belsen. Elle se lie d'amitié avec une autre prisonnière, Karin Dernakova, qui rêve de retrouver son jeune fils Christopher envoyé à San Francisco chez une riche tante.
Karin meurt peu de temps avant la libération du camp et Viktoria, voyant un moyen d'accéder à une vie meilleure, utilise les papiers de Karin pour prendre son identité. Le camp est libéré par les Américains et Viktoria est interviewée par le Major Marc Bennett, qui lui obtient une place dans un camp pour personnes déplacées par la guerre. Elle écrit à Sophia, la tante de Karin mais reçoit un câble d'avocats lui annonçant que Sophia est morte.
Quatre ans plus tard, Viktoria désormais karin se rend à New York, où elle rencontre le tuteur de Christopher, Alan Spender, un parent éloigné de Sophia. Karin a l'intention d'obtenir la garde de son fils mais il apparaît clairement que Sophia a légué sa fortune à Christopher à sa majorité. Lorsqu'elle se rend compte qu'Alan est attiré par elle, elle décide qu'il lui sera plus facile de rester en Amérique si elle a un mari américain. Elle lui permet de lui faire la cour et ils se marient bientôt. Alan emmène Karin à San Francisco, où Christopher rencontre sa "-prétendue mère pour la première fois. Celle-ci s'installe dans la demeure de Sophia à Telegraph Hill, où Christopher vit avec Alan et sa gouvernante, Margaret. Les choses semblent idylliques au début mais les tensions commencent à monter entre Karin et Margaret, qui a non seulement élevé Christopher mais qui est aussi amoureuse d'Alan. Margaret en veut à Karin de s'immiscer dans sa vie. cette dernière est également alarmée par la présence d'une maison de jeu brûlée et dangereusement endommagée, qui surplombe la colline car Christopher prétend l'avoir endommagée en faisant exploser son jeu de chimie. Lui et Margaret la supplient de ne rien dire à Alan, car Margaret ne l'a jamais fait mais Karin reste perplexe en découvrant qu'il est déjà au courant. Karin est cependant heureuse de rencontrer à nouveau Marc Bennett, apprenant qu'il est un ancien camarade de classe de son mari et un associé du cabinet d'avocats qui s'occupe des affaires de Sophia. Il est clairement attiré par Karin, mais garde une distance respectueuse.
Karin enquête sur l'accident de la maison de jeu mais elle est surprise par Alan alors qu'elle s'y trouve et manque de faire une chute mortelle à travers un trou dans le sol. Alan la relève mais semble être alarmé par son comportement. Peu après, les freins de la voiture de Karin lâchent et elle s'en sort indemne mais soupçonne Margaret d'avoir trafiqué la voiture. Lorsqu'elle se rend compte que Christopher aurait dû se trouver dans la voiture avec elle, Karin en vient à croire qu'Alan est à l'origine de l'accident car il hériterait de l'argent de Sophia si Christopher venait à mourir. Avec l'aide de Marc, elle commence à enquêter, apprenant que le cabinet d'avocats de Marc, qui est censé lui avoir envoyé le câble concernant la mort de Sophia, n'a aucune trace de l'envoi du câble. Elle devient également beaucoup plus nerveuse en présence d'Alan.
Karin découvre une coupure de presse dans l'album de Margaret confirmant que le câble a été envoyé trois jours avant la mort de Sophia. Il s'agit d'un faux et elle découvre comment Alan a tué Sophia. Elle tente alors d'appeler Marc mais elle en est empêchée par l'arrivée d'Alan à la maison. Il ne la quitte pas des yeux pour le reste de la soirée. Lorsqu'il apporte le jus d'orange qu'ils boivent tous les soirs avant de se coucher, elle est sûre que son verre a été empoisonné. Lorsqu'il quitte brièvement la pièce, elle tente d'appeler la police mais Alan a laissé le téléphone décroché dans une autre pièce et il est impossible de composer un numéro. Il retourne dans la chambre où il la contraint à avaler le jus d'orange. Après qu'elle s'est excecutée, il boit le sien. Se croyant en sécurité, il avoue qu'il a tué Sophia et qu'il lui a donné une surdose de sédatifs dans son jus d'orange. Karin lui dit qu'elle a échangé les verres et qu'il s'est empoisonné. Elle essaie de téléphoner à un médecin mais ne parvient pas à le joindre. Margaret est réveillée par le vacarme et Alan la supplie d'appeler un médecin. Réalisant qu'il a tué Sophia et tenté de tuer Christopher et Karin, Margaret refuse et Alan meurt.
Margaret est arrêtée pour avoir refusé d'aider Alan et il est indiqué qu'elle pourrait être accusée de meurtre. Karin, qui a avoué sa véritable identité à Marc, quitte la maison avec lui et Christopher pour commencer une nouvelle vie.

## Fiche technique
- Titre original : The House on Telegraph Hill
- Titre français : La Maison sur la colline
- Réalisation : Robert Wise
- Scénario : Elick Moll, Frank Partos, d'après le roman The Frightened Child de Dana Lyon
- Direction artistique : Lyle Wheeler, John De Cuir
- Décors : Thomas Little, Paul S. Fox
- Costumes : Renie
- Photographie : Lucien Ballard
- Son : George Leverett, Harry M. Leonard
- Montage : Nick De Maggio
- Musique : Sol Kaplan
- Production : Robert Bassler
- Société de production : Twentieth Century-Fox Film Corp.
- Société de distribution :  Twentieth Century-Fox Film Corp.
- Pays d’origine :  États-Unis
- Langue : anglais
- Format : Noir et blanc - 35 mm - 1,37:1 -  Son mono (Western Electric Recording)
- Genre : film noir, drame
- Durée : 92 minutes
- Dates de sortie :
  - États-Unis : 12 mai 1951 (première à New-York)
  - France : 25 janvier 1952

## Distribution
- Richard Basehart : Alan Spender
- Valentina Cortese : Victoria Kowelska
- William Lundigan : Major Marc Bennett
- Fay Baker : Margaret
- Gordon Gebert : Christopher
- Kei Thing Chung : Kei
- Steven Geray : Dr Burkhardt
- Herbert Butterfield : Joseph C. Callahan
- John Burton : M. Whitmore
- Katherine Meskill : Mme Whitmore
- Mario Siletti : Tony
- David Clarke : Mécanicien
- Tamara Schee : Maria
- Natasha Lytess : Karin Dernakova
- Ashmead Scott : Inspecteur Hardy
- Tom McDonough : Farrell
- Henry Rowland : Sergent, interprète
- Les O'Pace : Sergent
- Harry Carter : Détective Ellis
- Spencer Chan : cuisinier chinois
- Mari Young : chanteuse chinoise
- Jeffrey Sayre : sténographe de la police
- Roger McGee : G.I.
- Eugene Porcheur : homme polonais
- Charles Wagenheim : témoin de l'accident